# Ferganazaur
Ferganazaur (Ferganasaurus verzilini) – dinozaur z grupy zauropodów (Sauropoda) o bliżej niesprecyzowanej pozycji systematycznej
Żył w epoce środkowej jury na terenach centralnej Azji. Jego szczątki znaleziono w Kirgistanie.